# Atari Punk Console

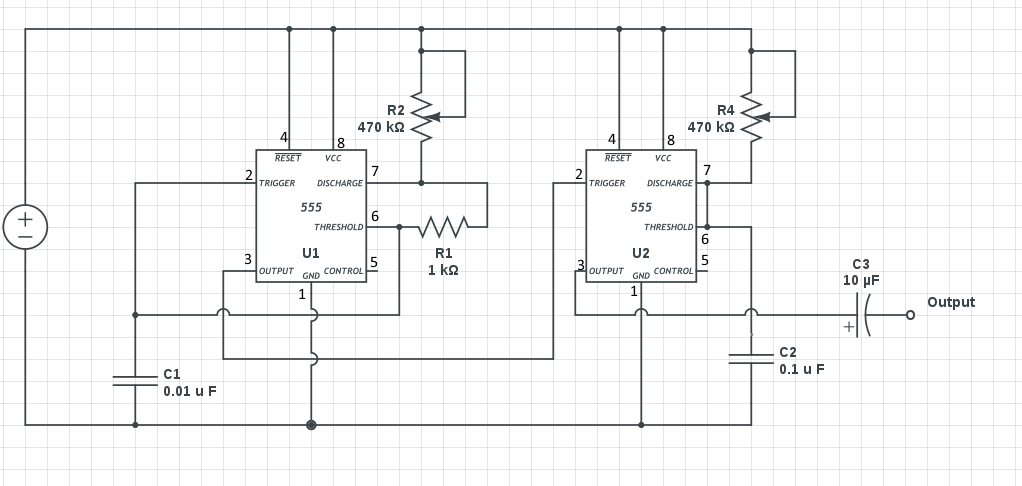
Esquemático del circuito de una implementación del Atari Punk Console

El Atari Punk Console (comúnmente llamado APC) es un circuito popular que utiliza dos temporizadores IC 555 o un temporizador dual 556. El circuito original fue publicado en la revista "Engineer's Notebook: Integrated Circuit Applications" impresa por Radio Shack en 1980 bajo la denominación "Sintetizador de Sonido" y más tarde en "Engineer's Mini-Notebook - 555 Circuits" como "Generador de Tono por Pasos" por su diseñador, Forrest M. Mims III (Siliconcepts, 1984). El grupo Kaustic Machines luego lo denominó el "Atari Punk Console" (APC) porque sus sonidos "lo-fi" se asemejan a sonidos clásicos de los juegos de consolas Atari de los 80's, con una salida de onda cuadrada similar a la del Atari 2600. Kaustic Machines le añadió una salida de nivel de línea de -4db con control de volumen, diseñada originalmente para mandar sonido a un parlante pequeño de 8 ohmios.
El Atari Punk Console es un oscilador astable de onda cuadrada que regula un oscilador monoestable que genera un solo pulso (cuadrado). Tiene dos controles, uno para la frecuencia del oscilador y otro para el ancho del pulso. Los controles son generalmente potenciómetros pero el circuito también puede ser controlado por luz, temperatura, presión, etc. reemplazando un potenciómetro por el sensor adecuado (por ejemplo, un fotorresistor para medir luz). En general también incluye un interruptor de potencia y una perilla de volumen.
El circuito es un generador de sonido DIY sencillo, relativamente barato y fácil de fabricar, fácilmente adaptable y configurable de múltiples maneras. Ha sido alojado sobre una variedad de carcasas, desde bowls de metal de IKEA, a bombillas de luz, ratones y joysticks de Atari viejos. Su flexibilidad lo ha hecho muy popular entre entusiastas de la electrónica. Es sugerido a menudo como un buen circuito para construir para principiantes.